# Aron Pollitz
Aron Pollitz (Basel, 11 de fevereiro de 1896 - 13 de novembro de 1977) foi um futebolista suíço, medalhista olímpico.
Aron Pollitz competiu nos Jogos Olímpicos de Verão de 1924, ele ganhou a medalha de prata como membro da Seleção Suíça de Futebol.

## Ligações Externas
- Perfil Olímpico